# 函南町
函南町（日语：／ Kannami chō */?）為位于靜岡縣東部的町。近年來作為東京、橫濱等都市的住宅城市，人口持續增加。

## 地理
- 山: 箱根山、鞍掛山、玄岳、丹那山地
- 河流: 狩野河、来光河、柿沢河

## 交通

### 国道
- 国道1号
- 国道136号

### 铁路

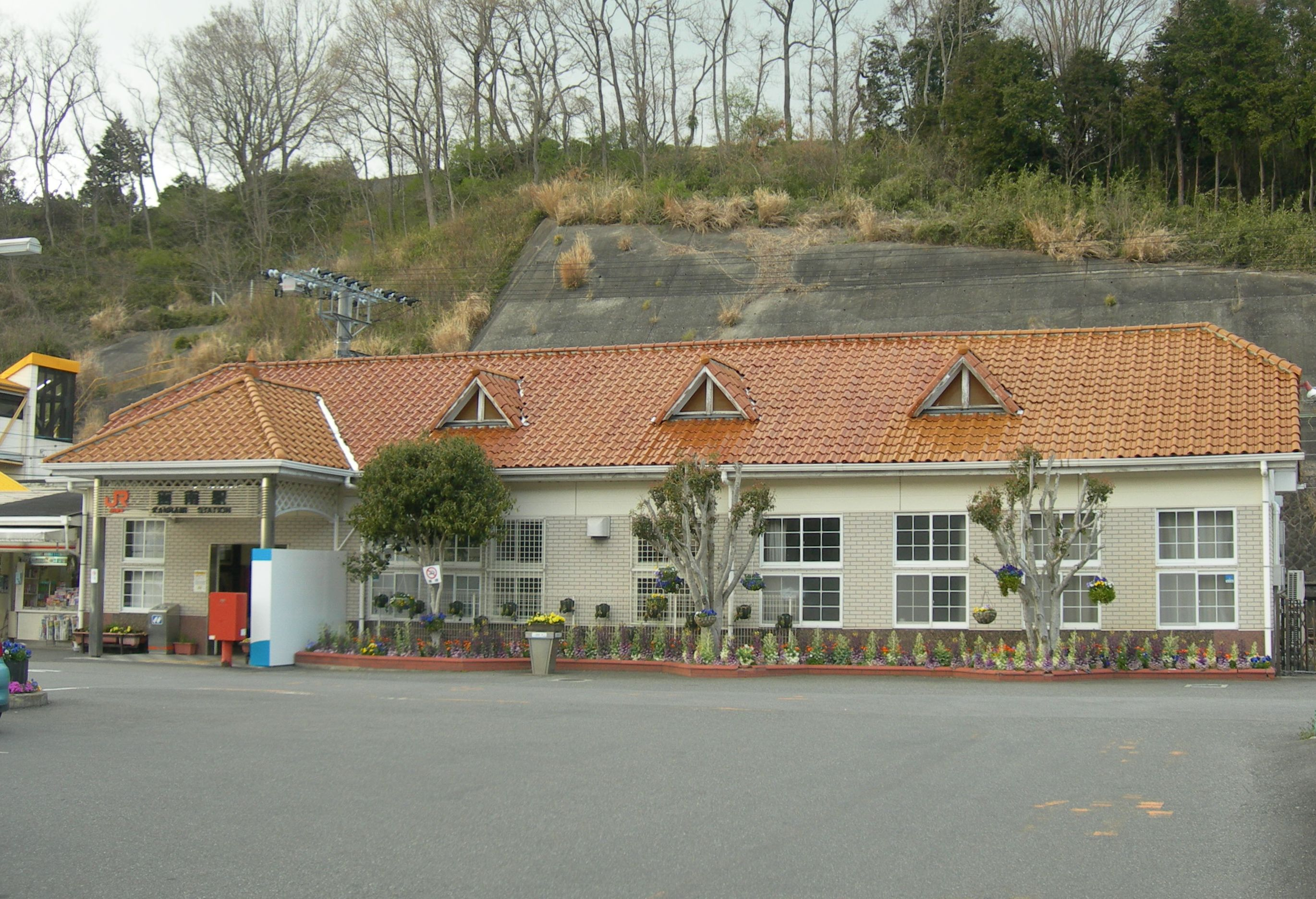
函南车站

- JR东海 - 东海道本线
  - 函南车站
- 伊豆箱根铁道骏豆线
  - 伊豆仁田车站

## 姊妹城市
- 美国加利福尼亚州克尔曼 – 自1985年10月12日

## 政府
历任町长
- 斋藤长德（1978年 - 1982年）
- 中村博夫（1982年 - 1994年）
- 芹泽伸行（1994年 - 2010年）
- 森延彦（2010年 - ）

## 著名人物
- 内田笃人，足球运动员，日本国家队的成员
- 加藤嘉一，專欄作家